# Вакъф
 Тази статия е за вида имот в Османската империя.  За селото в Северна Македония вижте Вакуф.  
Вакъф (на турски: vakıf - вакъ̀ф, на арабски: وقف – уа̀каф) или ваку̀ф (под руско влияние), в Османската империя и други ислямски страни е недвижим имот или движимо имущество, предадено от държавата или отделно лице за религиозни или благотворителни цели.
Доходът от вакъфа отива за издръжка на мюсюлмански религиозен обект - например джамия, друг обществен обект - например мост, безистен, медресе, имарет, чешма, часовникова кула, кервансарай, пазар , за прехрана на бедни мюсюлмани и пр.
Вакъфите са неотчуждаеми по мюсюлманското право – шериата. Затова мюлковете често са превръщани от собствениците им във вакъфи чрез специално завещание - вакъфнаме, което определя каква част от доходите отиват за управителите и какво остава за издържаната институция.
В редица мюсюлмански страни и днес съществуват министерства на вакъфите или учреждения на по-ниско ниво в структурата на изпълнителната власт, които управляват тези обществени обекти и доходите от тях.
В съвременния турски език вакъф означава благотворителна фондация. Мюсюлманската институция, която се грижи за ислямските светини на Харам ал Шариф в Йерусалим, също е известна като Вакъфът.
Днес историческите извори, които предоставят относително пълна информация за вакъфските села, населението и приходите, събирани от тях, са османските данъчни регистри тахрир дефтери, чиито вакъфски секции след средата на ХVІ в. най-често са подвързани в отделни евкаф дефтери.